# Дит Кулибали, Йояга
Йояга Дит Фатогома Дит Кулибали (фр. Yoyaga Dit Fatogoma Dit Coulibaly; род. 20 января 1939, Корого, Французская Западная Африка) — ивуарийский легкоатлет, выступавший в беге на средние дистанции. Участник летних Олимпийских игр 1964 и 1968 годов.

## Биография
Йояга Дит Кулибали родился 20 января 1939 года в городе Корого во Французской Западной Африке (сейчас в Кот-д’Ивуаре).
В 1964 году вошёл в состав сборной Берега Слоновой Кости на летних Олимпийских играх в Токио. В 1/8 финала бега на 400 метров занял последнее, 7-е место, показав результат 47,8 секунды и уступив 0,5 секунды попавшему в четвертьфинал с 5-го места Виктору Бычкову из СССР.
В 1968 году вошёл в состав сборной Берега Слоновой Кости на летних Олимпийских играх в Мехико. В 1/8 финала бега на 400 метров занял последнее, 8-е место, показав результат 50,0 и уступив 3,7 секунды попавшему в четвертьфинал с 4-го места Жилю Бертулю из Франции.